# Гленфиннан (виадук)
Гленфиннан (англ. Glenfinnan Viaduct) — бетонный арочный железнодорожный (ветка West Highland Line) виадук, расположенный в районе Лохабер, округ Хайленд, Шотландия. Самый длинный бетонный виадук Шотландии.

## Описание
Виадук расположен у северной оконечности озера Лох-Шил менее чем в километре от деревни Гленфиннан, в честь которой и получил своё название. Длина виадука составляет 380 метров, высота — 30 метров, ширина — 5,5 метров, он состоит из 21 арочного пролёта, каждый длиной по 15 метров. Эксплуатируется железнодорожной компанией West Highland Railway, связывает поселения Форт-Уильям и Мэлиг. На одной из опор моста в 1997 году, в честь векового юбилея виадука, была закреплена памятная доска.

## История
Первоначально строительство виадука было решено доверить компаниям John Aird & Co. и Lucas Brothers, но в связи с волокитой политического толка этим планам не суждено было осуществиться: Джон Эйрд переехал в Лондон, а фирма братьев Лукас распалась. Новым архитектором выступила компания Robert McAlpine & Sons, главным инженером стала фирма Simpson & Wilson. Материалом строительства был выбран бетон, а точнее — его разновидность монолитный бетон — глава Robert McAlpine & Sons, баронет Роберт Макалпайн, был более известен по кличке «Бетонный Боб».
Строительство виадука началось в январе 1897 года, в октябре 1898 года по нему уже можно было переправлять грузы, а полноценное открытие моста состоялось 1 апреля 1901 года. Стоимость конструкции составила 18 904 фунта стерлингов, что в ценах 2015 года составляет около 2,1 миллиона фунтов.
Долгое время ходила легенда, что внутрь одной из опор во время строительства упала лошадь. В 1987 году профессор Роланд Пэкстон, используя камеру «рыбий глаз», исследовал внутренности двух крупнейших опор, но не нашёл доказательств этой легенде. В 1997 году он также исследовал внутренности соседнего виадука англ. Loch nan Uamh Viaduct, о котором ходила такая же легенда, но ничего не нашёл и там. В 2001 году, с использованием технологии сканирования, во втором виадуке останки лошади и подводы всё-таки были обнаружены в центральной, самой большой, опоре.

## В массовой культуре
В связи со своей «фотогеничностью» виадук Гленфиннан часто фигурирует в фильмах и сериалах, например, «Круг чистой воды» (1969), «Чарли и Луиза: Девочки-близнецы» (1994), «Монарх Глена» (2000—2005), «Шарлотта Грей» (2001), «Камень судьбы» (2008). Но наибольшую известность этому виадуку принесли четыре фильма из серии о Гарри Поттере: согласно им, дорога в Хогвартс лежит именно через виадук Гленфиннан, показано, как Гарри и его друзья проезжают на Хогвартс-Экспрессе по этому мосту, следуя к месту своей учёбы и обратно.
Кроме того, виадук Гленфиннан изображён на 10-фунтовой банкноте, выпущенной Банком Шотландии в 2007 году.

## Галерея

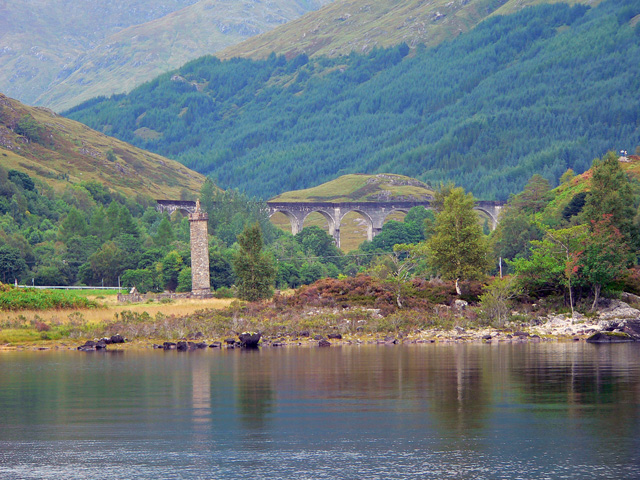
Виадук расположен у северной оконечности озера Лох-Шил
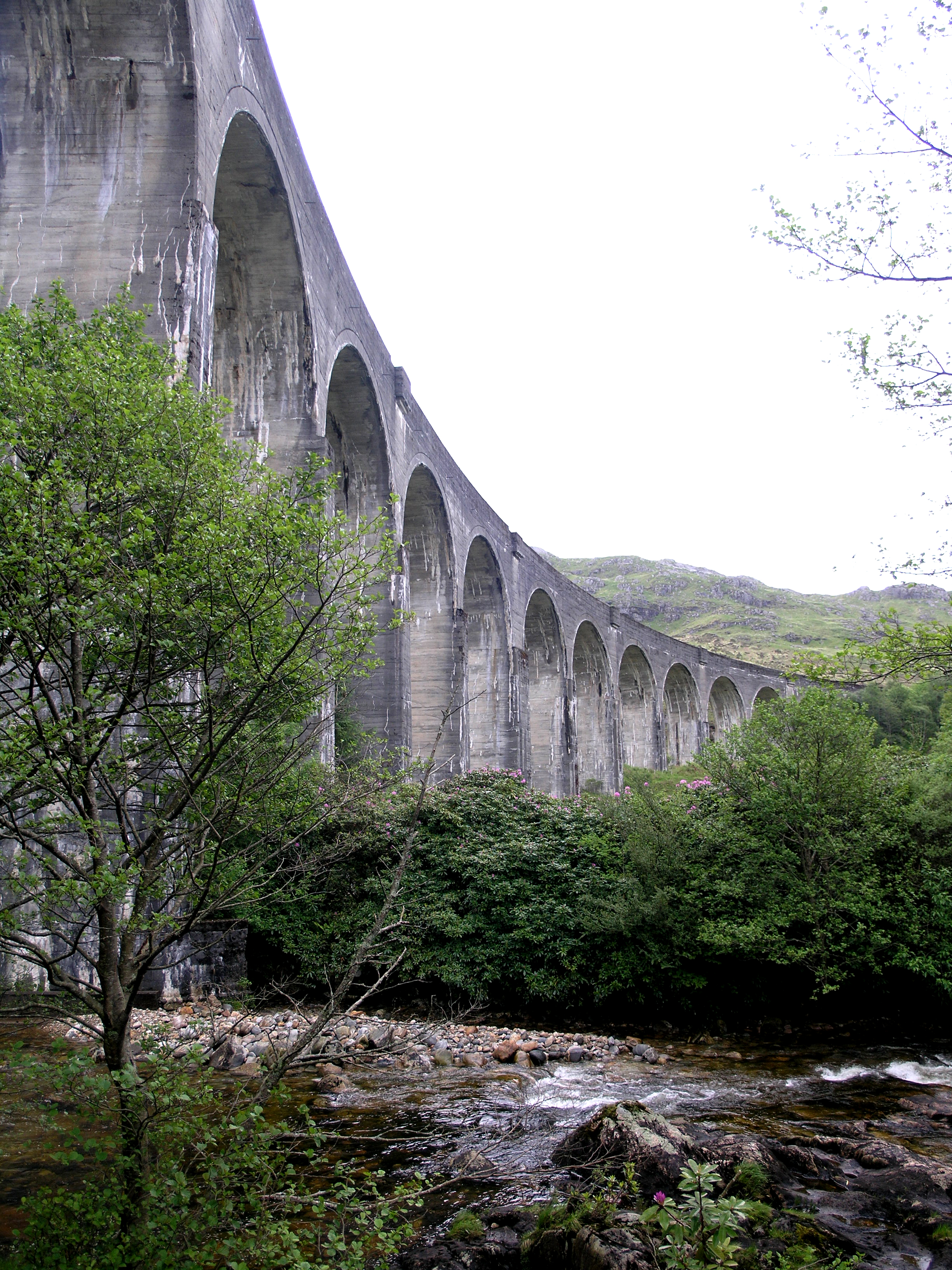
Виадук пересекает речушку Финнан
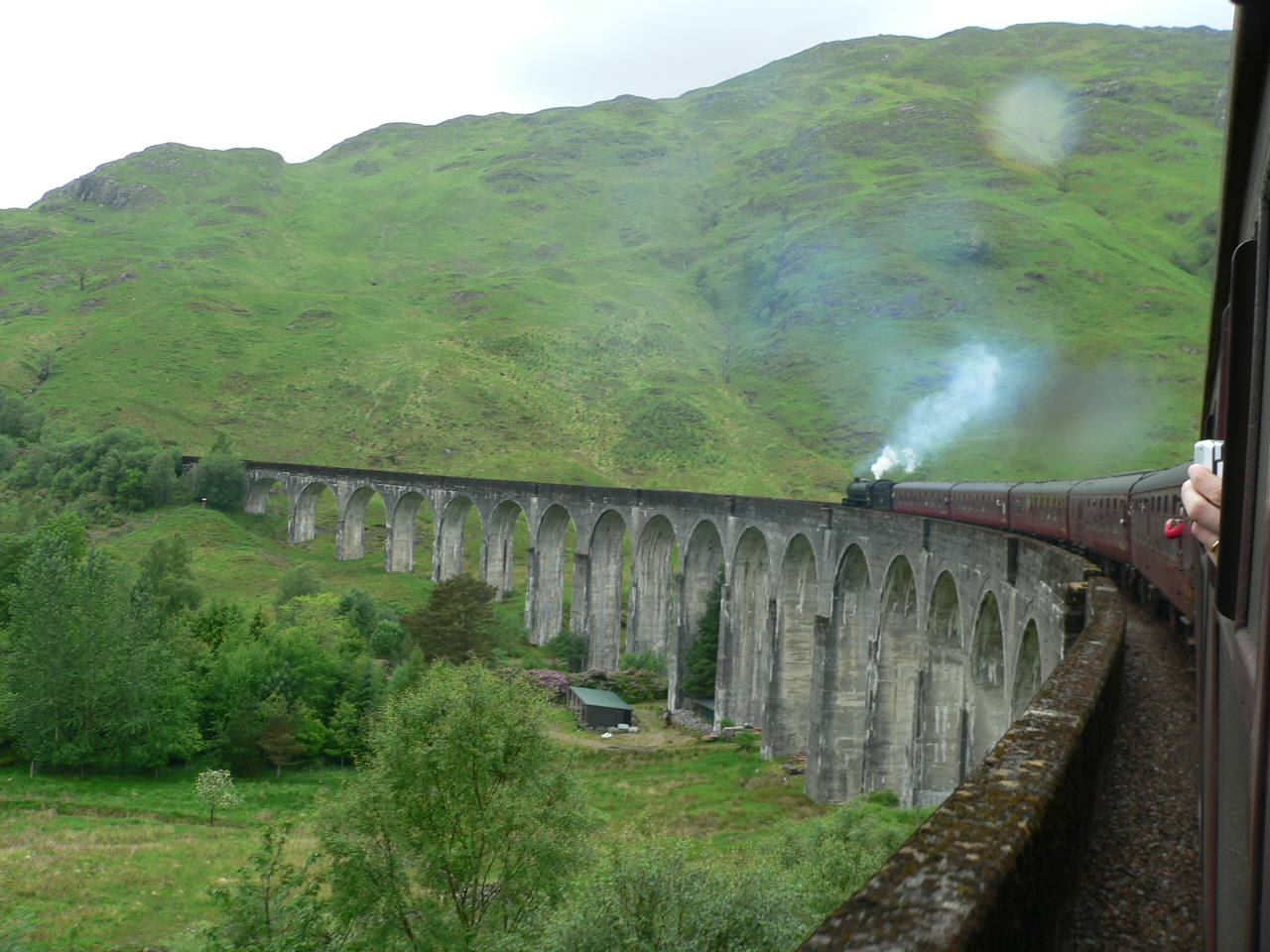
Следуя по виадуку на туристическом «Якобите»[англ.]
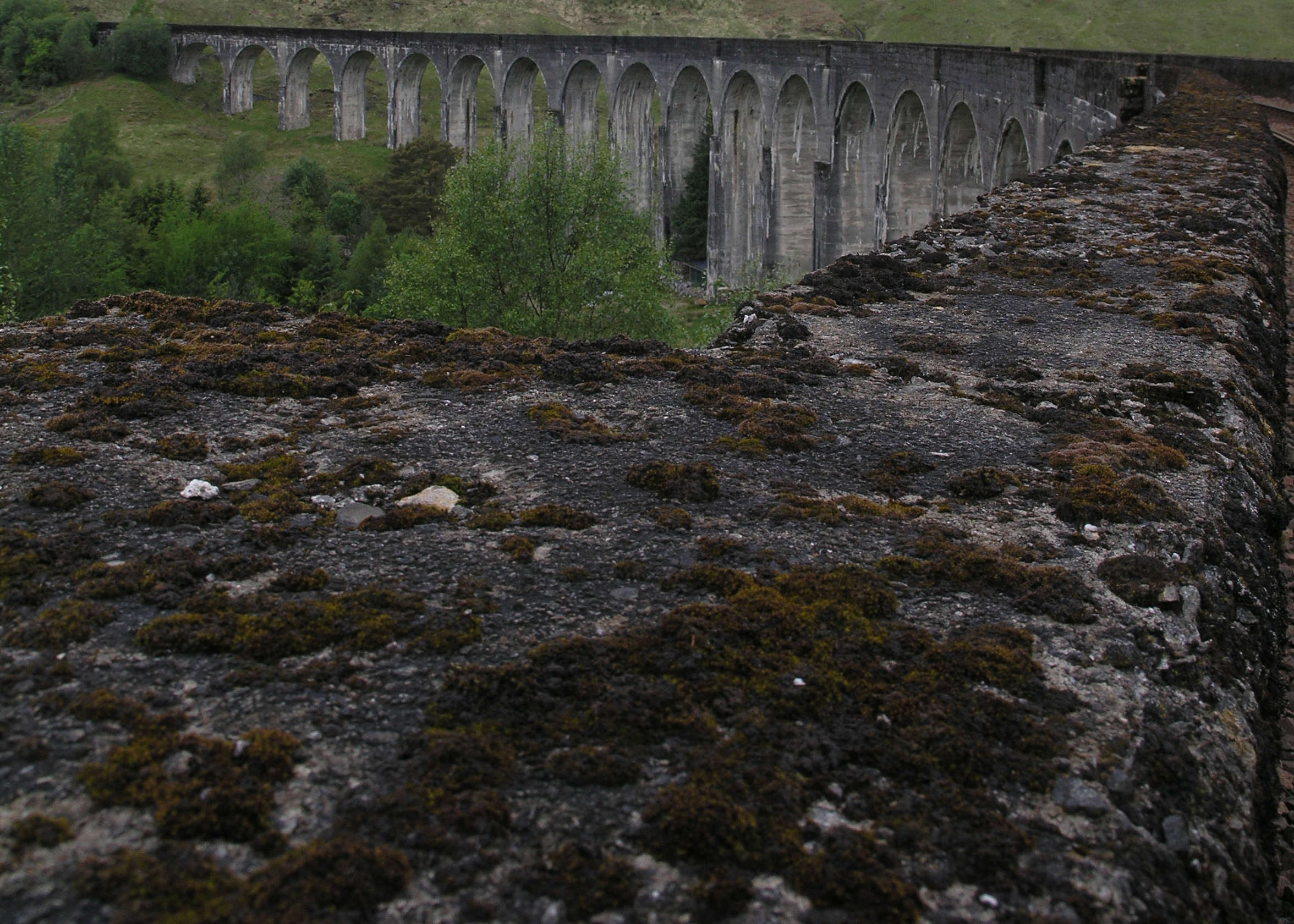
Вершина виадука
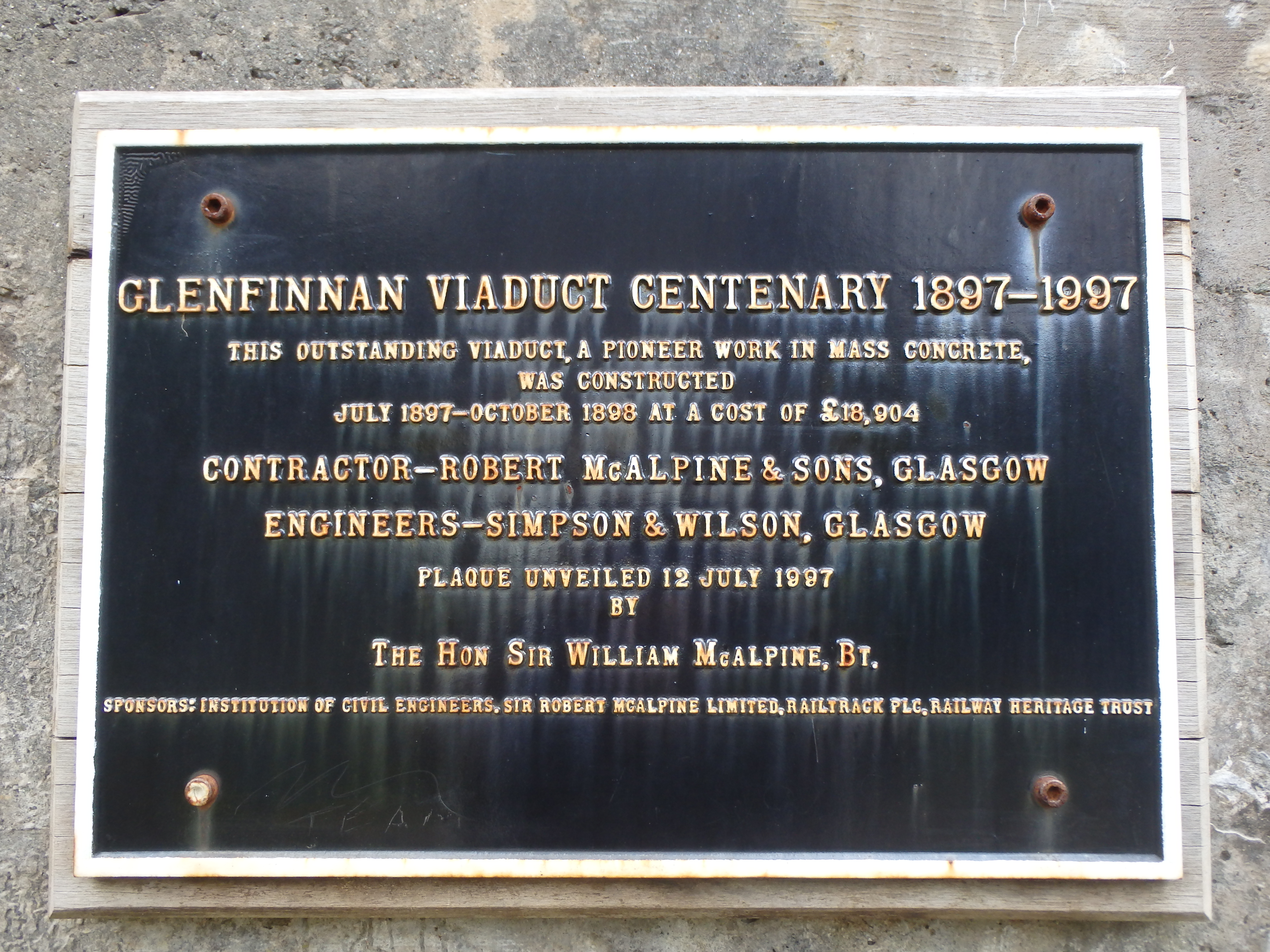
Памятная доска